# Antena prostoliniowa
Antena prostoliniowa, antena linearna – antena zbudowana z przewodu lub zespołu przewodów o długości znacznie przekraczającej jej szerokość. Długość anteny prostoliniowej porównywalna jest z długością fali elektromagnetycznej, do której odbioru lub nadawania przeznaczona jest antena. Wymiar poprzeczny anteny jest pomijalnie mały (zwykle nie przekracza 0,01 λ) w porównaniu z długością fali.
Antenami linearnymi są:
- antena dipolowa
- antena ramowa
- antena Yagi